# 南関東防衛局
南関東防衛局（みなみかんとうぼうえいきょく、South Kanto Defense Bureau）は、防衛省の地方防衛局のひとつ。2007年9月1日に横浜防衛施設局（防衛施設局）、装備本部横浜支部を統合し、新設された。神奈川県、山梨県、静岡県を管轄する。
下部組織に、横須賀防衛事務所、座間防衛事務所、吉田防衛事務所、浜松防衛事務所、富士防衛事務所がある。

## 所在地・管轄区域
- 南関東防衛局（本局）

横浜市中区北仲通5-57　横浜第二合同庁舎（調達部装備課は横浜市中区山下町37-9　横浜地方合同庁舎）
神奈川県（横須賀事務所、座間事務所の管轄を除く）
- 横須賀防衛事務所

横須賀市新港町1-8　横須賀地方合同庁舎
神奈川県（横須賀市、鎌倉市、逗子市、三浦市、三浦郡）
- 座間防衛事務所

大和市鶴間1-13-2
神奈川県（相模原市、秦野市、厚木市、大和市、伊勢原市、海老名市、座間市、南足柄市、綾瀬市、高座郡、中郡、足柄上郡、愛甲郡）
- 吉田防衛事務所

富士吉田市上吉田993-2
山梨県
- 浜松防衛事務所

浜松市中央区中央1-12-4　浜松合同庁舎
静岡県（富士防衛事務所の管轄を除く）
- 富士防衛事務所

御殿場市萩原606
静岡県（沼津市、熱海市、三島市、富士宮市、伊東市、富士市、御殿場市、下田市、裾野市、伊豆市、伊豆の国市、加茂郡、田方郡、駿東郡、富士郡）

## 主要幹部
| 官職名         | 階級       | 氏名     | 補職発令日     | 前職                                      |
| -------------- | ---------- | -------- | -------------- | ----------------------------------------- |
| 南関東防衛局長 | 防衛事務官 | 鋤先幸浩 | 2025年08月01日 | 大臣官房付                                |
| 次長           | 防衛事務官 | 田中文明 | 2024年04月01日 | 南関東防衛局総務部長                      |
| 防衛補佐官     | 1等海佐    | 丸山浩資 | 2024年03月22日 | 海上自衛隊補給本部装備計画部 輸送計画課長 |